# Neocordulia machadoi
Neocordulia machadoi là loài chuồn chuồn trong họ Synthemistidae. Loài này được Santos, Costa & Carriço mô tả khoa học đầu tiên năm 2010.